# 那尔轰镇
那尔轰镇，是中华人民共和国吉林省白山市靖宇县下辖的一个乡镇级行政单位。

## 行政区划
那尔轰镇下辖以下地区：
那尔轰村、小西头村、朝阳村、黄酒馆村、批洲村、沿江村、平岗村和北沟村。